# Muzeum Picassa w Barcelonie
Muzeum Picassa w Barcelonie (kat. Museu Picasso) – galeria sztuki zlokalizowana w Barcelonie, w hiszpańskiej wspólnocie autonomicznej Katalonia, przy ulicy Montcada. W swoich zbiorach posiada jedną z najobszerniejszych kolekcji dzieł sztuki hiszpańskiego artysty Pabla Picassa, łącznie 4251 obrazów. Pomieszczenia muzeum obejmują pięć sąsiadujących ze sobą średniowiecznych pałaców, położonych w dzielnicy La Ribera na Starym Mieście: Palau Aguilar, Palau del Baró de Castellet, Palau Meca, Casa Mauri, oraz Palau Finestres. Zostało otwarte dla publiczności 9 marca 1963, początkowo pod nazwą Colección Sabartéss. Stało się pierwszym muzeum poświęconym twórczości Picassa i jedynym utworzonym za życia artysty. Obecnie jego dyrektorem jest Emmanuel Guigon. 